# Pachgaon
Pachgaon è una suddivisione dell'India, classificata come census town, di 11.913 abitanti, situata nel distretto di Kolhapur, nello stato federato del Maharashtra. In base al numero di abitanti la città rientra nella classe IV (da 10.000 a 19.999 persone).

## Geografia fisica
La città è situata a 20° 56' 60 N e 78° 16' 60 E e ha un'altitudine di 313 m s.l.m..

## Società

### Evoluzione demografica
Al censimento del 2001 la popolazione di Pachgaon assommava a 11.913 persone, delle quali 6.275 maschi e 5.638 femmine. I bambini di età inferiore o uguale ai sei anni assommavano a 1.390, dei quali 769 maschi e 621 femmine. Infine, coloro che erano in grado di saper almeno leggere e scrivere erano 9.346, dei quali 5.149 maschi e 4.197 femmine.